# Погруддя Авраама Лінкольна (Борґлум)
Колосальний бюст Авраама Лінкольна — скульптура роботи Ґатзона Борґлума, завершена 1908 року. Оригінальну мармурову скульптуру встановлено в крипті Капітолія США у Вашингтоні. Кілька репродукцій, відлитих із бронзи, встановлено в інших місцях, зокрема в гробниці Лінкольна в Спрингфілді (штат Іллінойс).

## Оригінальна мармурова скульптура

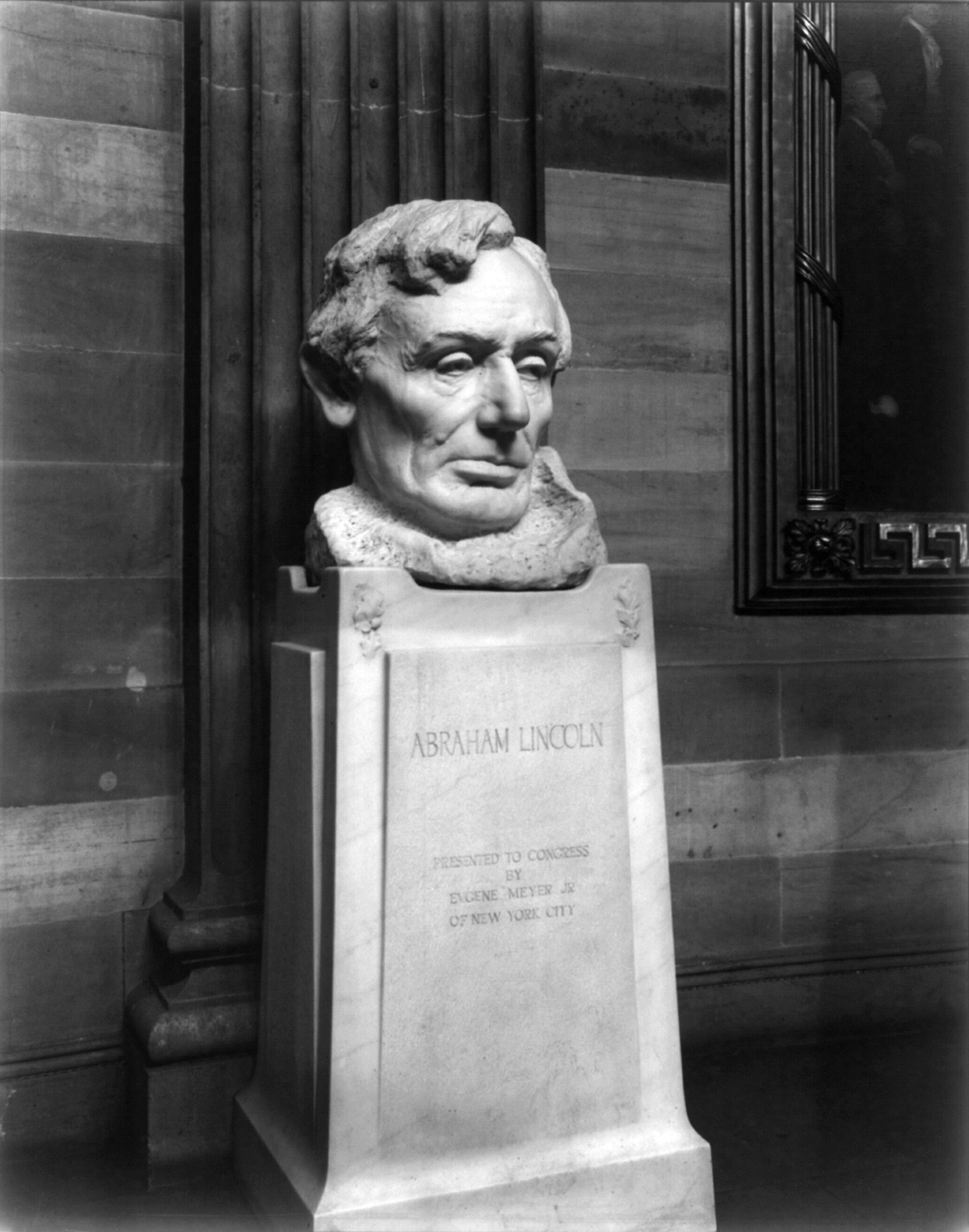
Мармуровий бюст, який спочатку (до 1979 року) виставлявся в

Борґлум виготовив оригінальний бюст безпосередньо з алабамського мармуру без попередньої гіпсової моделі, спираючись на фотографії та прижиттєву маску обличчя Лінкольна 1860 року, яку виготовив Леонард Фольк. 1908 року син Лінкольна Роберт високо оцінив цю роботу: «Я думаю, що це найвишуканіший портрет мого батька, який я будь-коли бачив».
Висота скульптури близько 1 м, маса — близько 170 кг, на підписі зазначено автора й дату: «Gutzon Borglum/1908» (Ґатзон Борґлум/1908). Впізнаване обличчя Лінкольна без бороди виступає з необробленої скелі, подібно за стилем до скульптур Мікеланджело та Огюста Родена, а також до скульптур Борґлума на горі Рашмор, серед яких є Лінкольн із бородою. Борґлум також створив статую Сидячого Лінкольна, встановлену 1911 року в Ньюарку (штат Нью-Джерсі).
Конгресу скульптуру подарував нью-йоркський фінансист Юджин Меєр-молодший, що зазначено на мармуровому постаменті, також роботи Борґлума, на якому бюст встановлено 1911 року. Протягом багатьох десятиліть скульптура стояла в ротонді Капітолія США, де досі стоїть статуя Лінкольна роботи Вінні Рім 1871 року. 1979 року бюст перенесено до крипти внизу.
Бюст є частиною колекції творів мистецтва Капітолія США, але його немає серед скульптур Національної скульптурної зали, де є дві інші скульптури Борґлума: статуя Александра Стівенса та статуя Зебулона Берда Венса.

## Бронзові репродукції
Борґлум мав на меті, щоб мармурове погруддя залишалося унікальним витвором мистецтва, але пізніше виготовлено форму, за якою відлили кілька копій із бронзи. Одна з них стоїть перед гробницею Лінкольна в Спрингфілді (штат Іллінойс). Інші містяться в колекціях Чиказького історичного товариства, Коледжу міста Нью-Йорк, Каліфорнійського університету в Берклі та Білого дому. Погруддя в Білому домі, яке подарував 1954 року Юджин Меєр, зазвичай виставляється на кам'яній колоні в Східній садовій кімнаті (англ. East Garden Room), яка з'єднує східне крило з резиденцією адміністратора. З носів погрудь у гробниці Лінкольна та в Шеперд-Голлі (Міський університет Нью-Йорка), відвідувачі, торкаючи їх «на щастя», стерли патину. 2015 року бронзову копію погруддя (висота 97 см) продано за 30 000 доларів.